# Ремда (Псковская область)
Ремда — деревня в Гдовском районе Псковской области России. Входит в состав Самолвовской волости Гдовского района.
Расположена на юго-западе района на реке Ремда (севернее озера Владычное или Ремда), в 10 км к востоку от волостного центра Самолва.

## Население
| 2001 | 2002 | 2010 |
| ---- | ---- | ---- |
| 188  | ↗190 | ↘109 |

Численность населения деревни составляет на 2000 год — 188 человек, на 2009 год — 167 человек.

## История
Деревня Ремда находится в нескольких километрах от погоста Ремда, упоминавшемся уже в XIII и XIV веках. История повествует, что однажды, зимою, псковичи сделали набег на земли Ливонских рыцарей по льду реки Наровы и, проезжая мимо Кобыльего Городка, услышали, что рыцари разоряют селение Ремду и повернули с озера к нему. В жаркой схватке победа осталась за псковичами. Можно полагать, что во время Псковского княжения Ремда была значительно населена, чему способствовала местность, где две реки — Ремда и Желча, впадают глубоким руслом в Чудское озеро.
Прежний Ремядский храм, во имя св. Николая, был построен, видимо, в самом начале девятнадцатого столетия. Когда он совершенно изветшал, то был разобран, и вместо него в 1824 году, на сборную сумму, при содействии с.-петербургского купца Мартиниана Екимова, построен каменный храм, во имя св. Николая с деревянною колокольнею и обнесен каменной оградой. Антиминс внесен в него старый, освященный митрополитом Амвросием.
С середины XIX века началось массовое переселение эстонцев на восточный берег Чудского озера — на Гдовщину — где они обрели новую родину. В основном переселенцы направлялись в эти края из северной части Дерптского уезда. В июне 1916 года эстонская газета «Postimees» («Постимеэс») сообщала, что торгово-потребительское общество открыло в Ремде новый магазин. В само общество к тому времени входило 300 человек, в том числе и эстонцы. В августе 1917 года на выборах в земское собрание Рудницкой волости от трёх населенных пунктов были избраны пять эстонцев: директор земской школы в Кудрово Г. Пийберг, почтальон почтовой конторы Ремды К. Рямсон, житель деревни Луг Д. Петерсон, житель Казаковца П. Кяхритс и житель Яновых Заходов Й. Мартсон. 27 августа 1917 года в уездное земство от Ремдовской волости были избраны: Яан Кульберг, Д. Петерсон, П. Кяхритс, а от Рудницкой волости – Якоб Тырв Й. Олт. Несмотря на русификацию, эстонцы Гдовщины сохраняли в то время элементы народной культуры, самосознание и родной язык в течение длительного времени.
До 2005 года деревня была административным центром ныне упразднённой Ремдовской волости.